# Charles Aubertin
Pour les articles homonymes, voir Aubertin (homonymie).
Charles Aubertin, né le 24 décembre 1825 à Saint-Dizier et mort le 13 octobre 1908 à Dijon, est un professeur des universités, recteur et spécialiste de littérature français.

## Biographie

### Carrière
Charles Nicolas Aubertin est né le 24 décembre 1825 à Saint-Dizier. Son père est militaire de carrière. Il est scolarisé au petit séminaire de Langres puis, après un passage au collège Bourbon à Paris, entre en 1845 à l'École normale supérieure. Il obtient l'agrégation ès lettres en 1848 et soutient sa thèse de doctorat ès lettres en 1857. 
Après son agrégation, il est professeur au collège de Nîmes (1848-1850) puis, de 1850 à 1860 dans différents lycées à Besançon, Lille, Saint-Étienne, Angoulême et Douai. Il entre à la Faculté des lettres de Dijon en 1860, d'abord comme chargé de cours puis comme professeur (1862). Il est ensuite maître de conférences à l'École normale supérieure de 1868 à 1873.
Il est nommé recteur de l'académie de Clermont en 1873 puis de celle de Poitiers en 1874. Il entre à l'Académie des sciences morales et politiques comme membre correspondant en 1874.
À sa demande, il redevient professeur de littérature française à la faculté de Dijon en 1879 et y reste jusqu'à sa retraite en 1895.

### Histoire littéraire
La thèse de doctorat de Charles Aubertin est consacrée aux rapports supposés entre Sénèque et saint Paul. Il cherche à démontrer que les Lettres de Paul et de Sénèque sont apocryphes et rédigées en réalité au IVe siècle.
Charles Aubertin publie en 1854 un manuel de composition littéraire du baccalauréat, réédité en 1878, dans lequel il justifie l'existence de la composition latine par des raisons utilitaires,.
Charles Aubertin s'intéresse au Journal de Siméon-Prosper Hardy. Il en publie des extraits, jusqu'alors inédits, dans la Revue des Deux Mondes en 1871,, et le présente deux ans après sur une vingtaine de pages dans son livre L'Esprit public au XVIIIe siècle.
En 1876-1878, il publie une Histoire de la langue et de la littérature françaises au Moyen Âge en deux volumes. Cet ouvrage est qualifié par Gaston Raynaud de « manuel utile » tandis que Gaston Paris, qui y consacre un long compte rendu, y voit une « habile et judicieuse compilation ».
Charles Aubertin meurt le 13 octobre 1908 à Dijon.

## Œuvres
- Compositions littéraires françaises et latines sur les sujets dictés par les facultés dans les examens du baccalauréat ès lettres, avec des conseils, des préceptes, des applications et des développements, Paris, 1854 (réimpr. 1878)[2],[5],[6].
- (la) De Sapientiae doctoribus qui a Ciceronis morte ad Neronis principatum Romae viguere : Thesim proponebat facultati litterarum Parisiensi, Paris, E. Belin, 1857, 123 p. (lire en ligne).
- Étude critique sur les rapports supposés entre Sénèque et saint Paul : Thèse présentée à la faculté des lettres de Paris, Paris, Librairie classique Eugène Belin, 1857, 444 p. (lire en ligne).

Thèse publiée en 1869 : Sénèque et Saint-Paul : Étude sur les rapports supposés entre le philosophe et l'apôtre, Paris, Librairie académique Didier et Cie, 1869 (lire en ligne),. Prix Montyon 1870 décerné par l'Académie française.
- L'Esprit public au XVIIIe siècle : Étude sur les mémoires et les correspondances politiques des contemporains, 1715-1789, Paris, Librairie académique Didier et Cie, 1873, 498 p. (lire en ligne)[2]. Prix Thérouanne 1873 décerné par l'Académie française[12].
- Les origines de la langue et de la poésie françaises, d'après les travaux récents, Paris, Librairie classique Eugène Belin, 1874, 278 p. (lire en ligne).
- Histoire de la langue et de la littérature françaises au Moyen Âge, Paris, Librairie classique Eugène Belin, 1876-1878, 581+585 (lire en ligne)[2],[10],[11],[13]. Prix Marcelin-Guérin 1879 décerné par l'Académie française[12].
- L'Éloquence politique et parlementaire en France avant 1789 d'après des documents manuscrits, Paris, Veuve Eugène Belin et fils, 1882 (lire en ligne)[2].
- Choix de textes de l'ancien français du Xe au XVIe siècle : Poètes et prosateurs du Moyen Âge avec des sommaires historiques, des notices biographiques et un commentaire grammatical, Paris, Librairie classique Eugène Belin, 1883, 360 p. (lire en ligne)[2].
- Origines et formation de la langue et de la métrique françaises..., 1887[2].
- Lettres choisies de Voltaire : Avec des notes historiques et littéraires, Paris, Librairie classique Eugène Belin, 1887, 469 p. (lire en ligne)[2].
- Les Chroniqueurs français du Moyen Âge : Villehardouin, Joinville, Froissart, Commines : nouveaux extraits collationnés sur les éditions les plus récentes et précédés d'une introduction sur les origines de l'histoire de France et sur les savants travaux de la philologie moderne, avec des notices biographiques, des appréciations littéraires et un commentaire grammatical des textes, Paris, Librairie classique Eugène Belin, 1896, 632 p. (lire en ligne)[2].
- La Versification française et ses nouveaux théoriciens, les règles classiques et les libertés modernes, Paris, Librairie classique Eugène Belin, 1898 (lire en ligne)[2].

## Décorations
- Chevalier de la Légion d'honneur le 11 août 1864[14].
- Officier de la Légion d'honneur le 19 avril 1895[14].